# 土壌動物
土壌動物（どじょうどうぶつ）とは土壌中に生活する動物の総称。土壌に依存して生活している。
地上の生態系では、植物の生産物は、生きているうちに消費されるものが必ずしも多くなく、植物遺体の形で堆積してゆくものがかなりの量に達する。従って、生きている植物を食べる草食動物から続く食物連鎖ではなく、植物遺体を消費する生物から始まる、腐生食物連鎖の比重が大きい。従って、落ち葉を分解する働きをしている土壌動物の占める役割は大きなものである。地上の大型動物や鳥であっても、土壌動物を餌として利用するものが少なくない。
大きいものではモグラやミミズ等が穴を掘って生活しており、中型のものには落ち葉や土の間に生活する昆虫やダニなど、小さなものでは落ち葉表面の水に生活する原生動物などが含まれる。

## 土壌動物の類別
土壌動物はサイズ別に大型 (Macrofauna)・中型 (Mesofauna)・小型 (Microfauna) にわけて類別することが多い。ここではWallwork (1970) の体長に基づくクラス分けに従った（どの動物群をどのサイズクラスに入れるかという点で、Swiftら (1979) による体幅に基づく類別とは若干の相違がある）。 

### 大型土壌動物
体長数センチメートル以上の動物。脊椎動物や、ミミズ類の大型種が含まれる。土壌中に生活していなくても、土壌で餌を漁るものはかなりの種数に達する。
以下に代表的なものを挙げる。
- 脊椎動物
  - 哺乳類：モグラ・ジネズミ・ネズミ類
  - 爬虫類：ヘビ・トカゲ
  - 両生類：サンショウウオ
- 軟体動物
  - カタツムリ類・ナメクジ類
- 環形動物
  - フツウミミズ類
  - 陸生ヒル類
- 節足動物（大型のものあり）
  - ムカデ類
  - ヤスデ類

### 中型土壌動物
数センチから1 mm前後のものまで。非常にグループが多いので重要なものだけを挙げる。
節足動物の昆虫には大変多くの土壌動物があるが、
- トビムシ目
- カマアシムシ目
- 膜翅目のアリ類
- ハエ目（幼虫）

などはどこでも多数見つかる。
- クモ綱
  - クモ目
  - ダニ目のササラダニ・ヤドリダニ・イトダニなど
- 多足類
  - ムカデ・ヤスデ・コムカデ・エダヒゲムシ
- 甲殻綱
  - ワラジムシ・ダンゴムシ

節足動物の中では、トビムシ類とササラダニ類が特に個体数が多い。
軟体動物の陸産貝類にも土壌で生活をする多数の種がある。
- 環形動物
  - ヒメミミズ
- 線形動物門
  - センチュウ類

### 小型土壌動物
1 mm よりずっと小さい動物。
- 輪形動物（ワムシ）・節足動物のケンミジンコ類・原生動物など

## 採集法

ベルレーゼ装置（ツルグレン装置）

土壌中の動物は、小さいものが多く、土壌中は見通しがきかないので、採集は簡単ではない。
ハンドソーティング
手でより分けること。土壌を白い布の上などに広げ、ピンセット等を使ってより分けながら動物を探す。
ベルレーゼ装置・ツルグレン装置

土壌中の動物が乾燥を嫌うことから考え出された採集装置。
漏斗の上に金網を置き、その上に土壌を広げると、土壌は表面から乾き始めるので、動物は下の方へ逃げて金網を抜け下に落ちる。これを、漏斗の口に瓶をおいて集めるというもの。ツルグレン装置 (Tullgren funnel) は、熱や光、乾燥した所が嫌いという土壌中の動物の性質をさらに利用するために上に電球を設置するものである。
ダニや昆虫などに有効。
ベールマン装置
ベルレーゼ装置などでは、たとえばセンチュウのような、湿った体を持つものは、土壌が乾燥してくると移動できなくなり、その場でひからびるなどして採集できない。そこで、同じことを水中で行うための装置がこれである。
漏斗の口にゴム管をつないで、出口をピンチコックで止める。土壌はガーゼなどに包んで、漏斗の口に入れる。そして漏斗に水を注ぎ、土壌が浸るところまで水を加える。動物を採集するには、ゴム管の口を開き、そこに溜まったものを回収する。